# Liszva (Csuszovaja)
A Liszva (oroszul: Лысьва) folyó Oroszország európai részén, a Permi határterületen, a Csuszovaja bal oldali mellékfolyója.
Neve a komi-permják лыс ('tűlevelű erdő') és ва ('víz') szavakból ered, vagyis arra utal, hogy tűlevelű erdőkben folyik.

## Földrajz
Hossza: 112 km, vízgyűjtő területe: 1010 km².
A Permi határterület Verescsaginói járásának nyugati részén, a Kirovi terület határa mellett ered és kelet, északkelet felé folyik. Csuszovoj város mellett ömlik a Csuszovajába. Átlagos esése 1,6 m/km, vízgyűjtő területének magassága 200–400 m.
Tavaszi árvize április első felében kezdődik, május elején tetőzik és átlag 55 napig tart.
A Liszva városnál található víztározót 1785-ben létesítették a helyi vasgyár számára. Napjainkban is a városi iparvállalatok vízellátását szolgálja.